# Íhor Kalinéts
Íhor Mironovich Kalinéts (en ucraniano: Ігор Миронович Калинець; Jódoriv, 9 de julio de 1939-Leópolis, 28 de junio de 2025) fue un poeta ucraniano y disidente soviético.

## Biografía
Kalinéts nació en Jódoriv, hijo de un agrónomo. Sus padres defendían las tradiciones culturales ucranianas. De niño, Kalinéts leía literatura prohibida en lengua ucraniana y asistía a las deportaciones masivas de ucranianos por parte de los comunistas. Se licenció en la Universidad de Leópolis en 1961. Comenzó a escribir en la década de 1950, y su primer libro de poesía se publicó en 1966. Debido a la censura, el resto de sus obras se publicaron en Occidente.
Como "nacionalista burgués ucraniano", opuesto a las políticas de rusificación y anarquía soviética en general, fue condenado a nueve años en un campo de trabajo y al exilio. Su esposa, Irina, fue detenida en enero de 1972. Kalinéts se negó a cooperar con la KGB y comenzó a comportarse de forma desafiante. 
En marzo de 1971, el XXIV Congreso del Partido Comunista de Ucrania denunció la poesía de Kalinéts como "censurable", agravada por el hecho de que permitía que su obra se publicara en Occidente. Se le acusó entonces de "hacer un llamamiento velado a la lucha contra el gobierno soviético", "pedir el resurgimiento de la Iglesia Uniata", "presentar de forma encubierta la idea de que el pueblo ucraniano está oprimido por el gobierno soviético" y "articular una ideología nacionalista, así como la nostalgia del pasado y de un Estado independiente". El 11 de agosto de 1972 fue detenido, y el 15 de noviembre de 1972 fue declarado culpable de actividades antisoviéticas por un tribunal a puerta cerrada y condenado a seis años de trabajos forzados y tres años de exilio. Cumplió sus condenas en los campos de trabajo políticos de Perm, en Rusia, primero en el nº 35 de Vsechsvyatskaya, pero luego fue trasladado al nº 36 de la localidad de Kutchino, en el óblast de Perm. Durante su estancia en prisión, participó en el movimiento de resistencia: participó en huelgas de hambre, en la redacción de llamamientos y en la redacción de crónicas de los dos campos. Tras salir de la cárcel en 1981, trabajó en la biblioteca de la Academia de Ciencias de Leópolis de la RSS de Ucrania.
En 1991 se publicaron dos volúmenes de su poesía: La musa despierta (publicado en Varsovia) y La musa esclavizada (Baltimore-Toronto). Ese mismo año se publicó en Ucrania una antología de sus obras seleccionadas, “13 analogías”. También se publicaron varios libros de poemas infantiles, que se vendieron no sólo en Ucrania, sino también en países con un número importante de ucranianos (Kazajistán, Canadá, Estados Unidos, Argentina).
El 22 de agosto de 2016, por decreto del presidente de Ucrania, Petró Poroshenko, Íhor Kalinéts recibió la Orden del Príncipe Yaroslav el Sabio grado IV. Sin embargo, lo rechazó como señal de protesta contra, según sus palabras, una "rusificación brutal". En enero de 2022, se convirtió en Poeta del Pueblo de Ucrania.

## Vida personal
Estuvo casado con una poeta y compañera disidente, la fallecida Irina Kalinéts (murió el 31 de julio de 2012, a los 72 años), que también se opuso activamente a la supresión de la Iglesia greco-católica ucraniana y fue profesora de lengua y literatura ucranianas en el Instituto Politécnico de Leópolis. 

## Obra
Uno de los temas principales de la poesía de Kalinéts es la glorificación cultural. Gran parte de su obra utiliza un vocabulario lleno de alusiones culturales. Su obra refleja su orgullo por la cultura ucraniana y el antiguo patrimonio pagano y cristiano primitivo del país. En El fuego de Kupalo (1966), Kalinéts relaciona el folclore y las antiguas tradiciones del país con la vida moderna soviética. La mayoría de sus obras no contienen críticas políticas flagrantes, sino más bien denuncias no expresadas. Recibió una fuerte influencia de Bohdan Ihor Antonich, y le dedicó uno de sus poemas. También dedicó poemas a varios iconos culturales ucranianos, como Tarás Shevchenko, el cineasta Alexander Dovzhenko y el compositor Stanislav Liudkévich, entre otros. Se negó a dedicar ningún poema a los líderes soviéticos, rompiendo con la costumbre que era típica entre los poetas de la época.

### Colecciones de poesía
- El fuego de Kupalo (1966).
- Poesía de Ucrania (1970).
- Resumiendo el silencio (1971).
- La coronación de un espantapájaros (1972) traducido al alemán en 1975.
- La musa despierta (1991).

## Premios
- 1992: Premio Nacional Tarás Shevchenko.[4]
- 1997: Premio Antonovich.
- Orden de la Libertad (2009).[5]
- Premio Andréi Sheptitski (2023).[12]